# The Price of Fame (film 1915)
The Price of Fame è un cortometraggio muto del 1915 diretto da H.M. Horkheimer. Fu il primo di una serie di dodici film - ognuno lungo tre bobine - dal titolo Who Pays? che la Balboa produsse nel 1915 e che aveva come protagonisti Henry King e Ruth Roland.

## Produzione
Il film fu prodotto dalla Balboa Amusement Producing Company. Venne girato a Long Beach, la cittadina californiana sede della casa di produzione.

## Distribuzione
Distribuito dalla Pathé Exchange, il film - un cortometraggio di tre bobine - uscì nelle sale cinematografiche statunitensi il 12 aprile 1915. Tutti e dodici i film della serie sono conservati negli archivi dell'UCLA Film and Television.